# Разіне (Покровський район)
Ра́зіне — село Гродівської селищної громади Покровського району Донецької області, Україна. У селі мешкає 147 людей.

## Загальні відомості
Відстань до райцентру становить близько 18 км і проходить переважно автошляхом Н32.
Землі села межують із територією с. Новоторецьке Добропільського району Донецької області.

## Населення
За даними перепису 2001 року населення села становило 147 осіб, із них 87,07 % зазначили рідною мову українську, 10,2 % — російську, 0,68 % — білоруську та молдовську мови.